# 銀翼超人
《銀翼超人》（日文：夢戦士ウイングマン）是桂正和绘制的日本漫画作品。該漫畫於1983年至1985年在《週刊少年Jump》上連載，單行本全13卷。

## 概要
該作品講述一名中學生實現自己成為變身英雄夢想的故事，他作為超級英雄展開行動，並逐漸成長。其背景以桂正和在19屆手塚獎佳投稿作《翼》作為藍本，並自1983年在《週刊少年Jump》（集英社）5・6合併號至1985年39號期間連載，是桂的首部連載出道作品，也被認為是其代表作之一。該作的單行本由JUMP COMICS出版，共13卷。此後，在1992年推出了愛藏版，1998年則發行了全7卷的文庫版。1984年，該作品被改編為電視動畫《夢戰士銀翼超人》。
雖然《翼》是動畫的主要藍本，但桂正和的其他早期短篇作品如《學園部隊3パロかん》和《鈴美系列》的創意也在這部作品中得到了廣泛應用。可以說，這部作品是桂正和早期創作風格的集大成。此外，這部作品深受特攝英雄影響，尤其是《宇宙刑事系列》和《超級戰隊系列》對其影響尤為顯著。作品的影響力廣泛，之後成為了《平成超人力霸王系列》和《平成假面騎士系列》的創作團隊的重要靈感來源。
在編輯鳥嶋和彥的建議下，作品也融入了戀愛喜劇元素，在Jump Comics的單行本卷末讀者留言板中，不少女性讀者也積極投稿。儘管後期增加的情色描寫引發了一些批評。1984年，該作品被改編為一款面向個人電腦的冒險遊戲，由Enix發行，並製作了兩部續作。
桂正和曾花費約100萬日元親自製作了銀翼超人的服裝並親自穿戴。此外，他還在Jump Comics的單行本附頁中設計了一個名為「超銅金銀翼超人」的虛假廣告，宣稱由“Hohii”公司推出。出乎意料的是，這款玩具後來真的由萬代旗下的波普品牌商品化，並且廣告及包裝背面的設計與虛假廣告中的構圖和標語幾乎完全相同，這一巧合令桂正和本人也感到驚訝。

## 劇情大綱
廣野健太是關東地方某縣私立仲額中學的一名中學生，心中懷有對變身英雄的無限憧憬。在一次放學回家的途中，一位來自異空間的神祕少女突然從空中墜落，健太及時接住了她，伴隨而來的還有一本神祕的筆記本。這本筆記本正是傳說中的「夢之筆記」，它擁有將書寫內容變為現實的神奇力量。毫不知情的健太隨手在筆記本中畫下了自己創造的英雄角色「銀翼超人」，但令他意想不到的是，這個虛構的角色竟然在現實中得以具現化，他自己也因此獲得了變身為真正英雄的能力。
在獲得了英雄力量後，健太開始與神秘少女葵並肩作戰。葵來自一個名為「波多里姆斯」的異次元世界，那裡正被獨裁者雷梅爾所統治。雷梅爾為了擴張自己的統治，派遣了各種怪人前來地球，企圖奴役三次元世界的地球人，並奪取那本擁有巨大力量的夢之筆記。

## 出版書籍
單行本
| 冊數 | 副標題 | 副標題           | 集英社         | 集英社             | 東立出版社     | 東立出版社         |
| 冊數 | 副標題 | 副標題           | 發售日期       | ISBN               | 發售日期       | ISBN               |
| ---- | ------ | ---------------- | -------------- | ------------------ | -------------- | ------------------ |
| 1    |        | 變身之卷         | 1983年8月15日  | ISBN 4-08-851371-1 | 1994年7月20日  | ISBN 957-34-2058-9 |
| 2    |        | 刺客之卷         | 1983年10月15日 | ISBN 4-08-851372-X | 1994年7月20日  | ISBN 957-34-2059-7 |
| 3    |        | 模仿之卷         | 1983年12月15日 | ISBN 4-08-851373-8 | 1994年8月20日  | ISBN 957-34-2060-0 |
| 4    |        | 一滴眼淚之卷     | 1984年4月15日  | ISBN 4-08-851374-6 | 1994年9月25日  | ISBN 957-34-2061-9 |
| 5    |        | 是敵是友之卷     | 1984年7月15日  | ISBN 4-08-851375-4 | 1994年11月30日 | ISBN 957-34-2062-7 |
| 6    |        | 深秋之卷         | 1984年10月15日 | ISBN 4-08-851376-2 | 1994年11月30日 | ISBN 957-34-2063-5 |
| 7    |        | 幸福的鈴聲之卷   | 1985年1月15日  | ISBN 4-08-851377-0 | 1995年1月5日   | ISBN 957-34-2064-3 |
| 8    |        | 請不要說再見之卷 | 1985年5月15日  | ISBN 4-08-851378-9 | 1995年1月5日   | ISBN 957-34-2065-1 |
| 9    |        | 分別後重逢之卷   | 1985年9月15日  | ISBN 4-08-851379-7 | 1995年1月20日  | ISBN 957-34-2066-X |
| 10   |        | 情人節大作戰之卷 | 1985年12月15日 | ISBN 4-08-851380-0 | 1995年1月20日  | ISBN 957-34-2067-8 |
| 11   |        | 被蠶食的夢境之卷 | 1986年3月15日  | ISBN 4-08-851383-5 | 1995年2月15日  | ISBN 957-34-2068-6 |
| 12   |        | 大攻擊之卷       | 1986年6月15日  | ISBN 4-08-851384-3 | 1995年3月5日   | ISBN 957-34-2069-4 |
| 13   |        | 正義的伙伴之卷   | 1986年9月15日  | ISBN 4-08-851385-1 | 1995年3月20日  | ISBN 957-34-2070-8 |

文庫版
| 冊數 | 集英社        | 集英社             |
| 冊數 | 發售日期      | ISBN               |
| ---- | ------------- | ------------------ |
| 1    | 1998年1月16日 | ISBN 4-08-617347-6 |
| 2    | 1998年1月16日 | ISBN 4-08-617348-4 |
| 3    | 1998年3月18日 | ISBN 4-08-617349-2 |
| 4    | 1998年3月18日 | ISBN 4-08-617350-6 |
| 5    | 1998年4月17日 | ISBN 4-08-617351-4 |
| 6    | 1998年4月17日 | ISBN 4-08-617352-2 |
| 7    | 1998年4月17日 | ISBN 4-08-617353-0 |

## 電視動畫
《夢戰士銀翼超人》於1984年2月7日至1985年2月26日期間在朝日電視台系列播出，全47集。相比於英雄動作，動畫更偏向校園愛情喜劇，動畫特別加入了家住隔壁的小學生原創角色戶鳴正和。主角健太的聲優由堀川亮擔任，這是他首次在動畫中擔任主役的聲優工作。
動畫版採用了與原作不同的劇情走向打倒了反派角色雷梅爾，並在動畫原創的「幽靈雷梅爾篇」中完結。至於原作中的萊爾篇，動畫並未製作，而是透過廣播劇專輯《FINAL〜不滅的英雄之歌〜》進行補完。
本作完結後，自《狼少年肯》起東映動畫製作的節目一直在朝日電視台連續播放，而《夢戰士銀翼超人》結束後，這樣的合作關係首度中斷。此後東映動畫與朝日電視台的作品直到1985年6月製作的《孔波拉小子》才重新開播，期間約有3個月的空檔期。

### 聲優
- 廣野健太（銀翼超人）：堀川亮
- 小川美紅：渡邊菜生子
- 葵/葵夢：川浪葉子
- 森本桃子：山本百合子
- 布澤久美子：中野聖子
- 美森胡桃：堀江美都子
- 櫻瀨里羅：石澤美華（日语：石澤美華）
- 雲雀醫生：長谷三治（日语：はせさん治）

仲額中學校
- 楠冨青三：目黑光祐（日语：目黒光祐）
- 渡邊廣黃：橋本晃一
- 松岡艾子：島本須美
- 校長：青野武
- 教頭：八奈見乘兒
- 福本：小林通孝
- 東洋漢字老師：長谷三治（日语：はせさん治）

敵人
- 雷梅爾：田中康郎（日语：田中康郎）
- 奇塔克拉（北倉俊一）：富山敬
- 夏夫特（黑津）：鹽屋浩三（7話代演）、鹽澤兼人
- 安巴倫斯博士：大竹宏
- 席巴（水野麗）：橫尾麻里
- 娜斯（斉藤辰夫）：島田敏
- 神矢麗一：田中亮一
- 神矢麗人：田中和實（日语：田中和実）
- 神矢麗奈：鶴弘美
- 雷梅爾／幽靈雷梅爾：蟹江榮司（日语：蟹江栄司）

其他
- 健太的父親：矢田耕司
- 健太的母親：向井真理子
- 戶鳴正和：安田亞希江（日语：安田あきえ）
- 由香里：江森浩子
- 謎之戰士／北村先生 - 田中秀幸
- 奥野真：堀秀行

### 製作團隊
- 企劃：勝田稔男、横山和夫（東映動画）
- 製作擔當：武田寛
- 原作：桂正和（集英社「週刊少年ジャンプ」）
- 音樂：奥慶一（日语：奥慶一）
- 角色設計：兼森義則（日语：兼森義則）
- 美術設計：辻忠直
- 系列總監：勝間田具治
- 製作人：加藤守啓（朝日電視台）、富田泰弘（東映廣告）
- 特殊效果：中島正之、榊原豊彦、鈴城るみ子、山田一郎
- 攝影：佐野和広、池上元秋、菅谷英夫、佐藤隆郎、鳥越一志（スタジオコスモス）
- 剪輯：吉川泰弘（タバック）
- 錄音：波多野勲（タバック）
- 效果：今野康之（スワラ・プロ）
- 選曲：白井多美雄（1話 - 11話） → 宮下滋（ビモス、12話 - 47話）
- 演出助手：渡部英雄、角銅博之
- 製作進行：樋口宗久、山口克巳、類家暁子、安部正次郎、今成英司
- 美術進行：御園博
- 仕上進行：伊藤登美子
- 紀錄：原芳子
- 現像：東映化學
- 動畫製作：東映動畫
- 制作：朝日電視台、東映、東映廣告（日语：東映エージエンシー）

### 主題曲
片頭曲
「異次元ストーリー」
歌 - ポプラ / 作詞 - 竜真知子 / 作曲 - 林哲司 / 編曲 - 奥慶一
片尾曲
「WING LOVE」
歌 - 山中のりまさ / 作詞 - 竜真知子 / 作曲 - 林哲司 / 編曲 - 奥慶一
挿入歌
「Bad Dreamin'」
歌 - ポプラ / 作詞 - 竜真知子 / 作曲 - 奥慶一 / 編曲 - 奥慶一
「Blue Sensation」
歌 - ポプラ / 作詞 - 吉田健美 / 作曲 - 奥慶一 / 編曲 - 奥慶一
「私のPretty Boy」
歌 - ポプラ / 作詞 - 竜真知子 / 作曲 - 奥慶一 / 編曲 - 奥慶一
「Afternoon Samba」
歌 - 山中のりまさ / 作詞 - 吉田健美 / 作曲 - 林哲司 / 編曲 - 奥慶一
「風の冒険者」
歌 - 山中のりまさ / 作詞 - 竜真知子 / 作曲 - 奥慶一 / 編曲 - 奥慶一
「いけない三角関係（トライアングル）」
歌 - 山野さと子 / 作詞 - 竜真知子 / 作曲 - 林哲司 / 編曲 - 奥慶一
「恋のミラクル・ビーム」
歌 - 橋本潮、こおろぎ'73 / 作詞 - 竜真知子 / 作曲 - 奥慶一 / 編曲 - 奥慶一
「悪！裂！ウイングマン」
歌 - 宮內堂千 / 作詞 - 吉田健美 / 作曲 - 奥慶一 / 編曲 - 奥慶一
「ショック！ウイングマン」
歌 - 宮内タカユキ / 作詞 - 吉田健美 / 作曲 - 奥慶一 / 編曲 - 奥慶一
「Desire（欲望）」
歌 - 宮内タカユキ / 作詞 - 吉田健美 / 作曲 - 樫原伸彦

### 各話列表
| 話数   | 播放日期      | 副標題 | 脚本     | （分鏡） 演出           | 作画監督   | 美術              |
| ------ | ------------- | ------ | -------- | ----------------------- | ---------- | ----------------- |
| 第1話  | 1984年 2月7日 |        | 酒井昭義 | 勝間田具治              | 落合正宗   | 辻忠直            |
| 第2話  | 2月14日       |        | 酒井昭義 | 芹川有吾                | 永木龍博   | 辻忠直            |
| 第3話  | 2月21日       |        | 富田祐弘 | 明比正行                | 新田敏夫   | 東潤一            |
| 第4話  | 2月28日       |        | 酒井昭義 | 渡部英雄                | 河村信道   | 伊藤英治          |
| 第5話  | 3月6日        |        | 富田祐弘 | 腰繁男                  | 新田敏夫   | 東潤一            |
| 第6話  | 3月13日       |        | 酒井昭義 | 勝間田具治              | 兼森義則   | 池田祐二          |
| 第7話  | 3月20日       |        | 富田祐弘 | （芹川有吾） 腰繁男     | 新田敏夫   | 東潤一            |
| 第8話  | 3月27日       |        | 柳川茂   | 明比正行                | 永木龍博   | 辻忠直            |
| 第9話  | 4月10日       |        | 柳川茂   | 正延宏三                | 笠原彰     | 東潤一            |
| 第10話 | 4月17日       |        | 富田祐弘 | 芹川有吾                | 落合正宗   | 辻忠直            |
| 第11話 | 4月24日       |        | 柳川茂   | 腰繁男                  | 新田敏夫   | 東潤一            |
| 第12話 | 5月8日        |        | 富田祐弘 | 勝間田具治              | 兼森義則   | 辻忠直            |
| 第13話 | 5月15日       |        | 柳川茂   | （渡部英雄） 腰繁男     | 新田敏夫   | 東潤一            |
| 第14話 | 5月22日       |        | 富田祐弘 | 明比正行                | 二宮常雄   | 池田祐二          |
| 第15話 | 6月5日        |        | 柳川茂   | （芹川有吾） 腰繁男     | 新田敏夫   | 東潤一            |
| 第16話 | 6月12日       |        | 酒井昭義 | 勝間田具治              | 永木龍博   | 池田祐二 辻忠直   |
| 第17話 | 6月19日       |        | 柳川茂   | 腰繁男                  | 新田敏夫   | 東潤一            |
| 第18話 | 6月26日       |        | 富田祐弘 | 芹川有吾                | 兼森義則   | 池田祐二          |
| 第19話 | 7月10日       |        | 柳川茂   | 明比正行                | 新田敏夫   | 東潤一            |
| 第20話 | 7月17日       |        | 富田祐弘 | 勝間田具治              | 二宮常雄   | 池田祐二          |
| 第21話 | 7月24日       |        | 柳川茂   | 芹川有吾                | 永木龍博   | 池田祐二          |
| 第22話 | 7月31日       |        | 富田祐弘 | 腰繁男                  | みまなねり | 東潤一            |
| 第23話 | 8月7日        |        | 柳川茂   | 明比正行                | 兼森義則   | 池田祐二          |
| 第24話 | 8月21日       |        | 酒井昭義 | （渡部英雄） 腰繁男     | 新田敏夫   | 東潤一            |
| 第25話 | 8月28日       |        | 富田祐弘 | 勝間田具治              | 永木龍博   | 辻忠直            |
| 第26話 | 9月4日        |        | 柳川茂   | 芹川有吾                | 新田敏夫   | 東潤一            |
| 第27話 | 9月11日       |        | 柳川茂   | 明比正行                | 二宮常雄   | 辻忠直            |
| 第28話 | 9月18日       |        | 富田祐弘 | 腰繁男                  | 新田敏夫   | 東潤一            |
| 第29話 | 9月25日       |        | 柳川茂   | 勝間田具治              | 兼森義則   | 池田祐二          |
| 第30話 | 10月9日       |        | 柳川茂   | （芹川有吾） 腰繁男     | 新田敏夫   | 東潤一            |
| 第31話 | 10月23日      |        | 柳川茂   | （明比正行） 渡部英雄   | 永木龍博   | 池田祐二 下川忠海 |
| 第32話 | 11月6日       |        | 富田祐弘 | 腰繁男                  | 新田敏夫   | 東潤一            |
| 第33話 | 11月13日      |        | 柳川茂   | 勝間田具治              | 二宮常雄   | 下川忠海 池田祐二 |
| 第34話 | 11月20日      |        | 柳川茂   | （渡部英雄） 腰繁男     | 新田敏夫   | 東潤一            |
| 第35話 | 11月27日      |        | 富田祐弘 | 芹川有吾                | 永木龍博   | 池田祐二 高田茂祝 |
| 第36話 | 12月4日       |        | 酒井昭義 | 腰繁男                  | 新田敏夫   | 東潤一            |
| 第37話 | 12月11日      |        | 柳川茂   | 芹川有吾                | 兼森義則   | 高田茂祝 池田祐二 |
| 第38話 | 12月18日      |        | 柳川茂   | 腰繁男                  | 新田敏夫   | 東潤一            |
| 第39話 | 12月25日      |        | 富田祐弘 | 芹川有吾                | 永木龍博   | 池田祐二          |
| 第40話 | 1985年 1月8日 |        | 柳川茂   | 腰繁男                  | 新田敏夫   | 東潤一            |
| 第41話 | 1月15日       |        | 柳川茂   | 芹川有吾                | 兼森義則   | 池田祐二          |
| 第42話 | 1月22日       |        | 酒井昭義 | （渡部英雄） 腰繁男     | 新田敏夫   | 東潤一            |
| 第43話 | 1月29日       |        | 柳川茂   | 芹川有吾                | 永木龍博   | 池田祐二 高田茂祝 |
| 第44話 | 2月5日        |        | 富田祐弘 | （勝間田具治） 角銅博之 | 落合正宗   | 池田祐二 土井則良 |
| 第45話 | 2月12日       |        | 柳川茂   | 芹川有吾                | 石之博和   | 池田祐二          |
| 第46話 | 2月19日       |        | 富田祐弘 | 松浦錠平                | 兼森義則   | 加藤清            |
| 第47話 | 2月26日       |        | 柳川茂   | 芹川有吾                | 永木龍博   | 池田祐二 高田茂祝 |

## 電視劇
真人電視劇於2024年10月23日（22日深夜）起在東京電視台播出。由藤岡真威人主演。

### 登場人物
- 廣野健太 / 銀翼超人：藤岡真威人[9][10]
- 葵 / 葵夢：加藤小夏
- 小川美紅：菊地姫奈[11]
- 布沢久美子：片田陽依（日语：片田陽依）
- 森本桃子：上原AMANE（日语：上原あまね）
- 福本智夫：丈太郎
- 坂上：大原優乃
- 黑津：三原羽衣（日语：三原羽衣）
- 斉藤達夫：橘春軌
- 北倉老師：宮野真守
- 松岡老師：映美倉良
- 廣野正導：的場浩司
- 廣野義子：中山忍
- 總理大臣：菅原大吉（日语：菅原大吉）

### 製作團隊
- 原作：桂正和《銀翼超人》（集英社漫畫文庫）
- 脚本：山田能龍、西垣匡基、中園勇也
- 監督・動作監督：坂本浩一
- 執行製片人：伊藤和宏 （DMM TV）
- 製作人：倉地雄大（東京電視台）、前田知樹（東京電視台）、山田真行（東映影片）
- 製作：東京電視台、東映影片
- 製作協力：DMM TV
- 製作著作：電視劇《銀翼超人》製作委員會

### 主題曲
「chang[e]」
演唱：BLUE ENCOUNT

## 外部連結
- 銀翼超人在東映動畫的資料 （页面存档备份，存于）
- 銀翼超人（漫畫）在動畫新聞網百科全書中的資料（英文）